# Tlalmanalco de Velázquez
Tlalmanalco de Velázquez ist eine Kleinstadt mit etwa 15.000 und Verwaltungssitz des Municipio Tlalmanalco mit knapp 50.000 Einwohnern im Südosten des mexikanischen Bundesstaats México nahe der Grenze zum Bundesstaat Puebla.

## Lage
Tlalmanalco de Velázquez liegt zu Füßen der Vulkane Iztaccíhuatl und Popocatépetl. Mexiko-Stadt, die Hauptstadt des Landes, ist ca. 50 Kilometer (Fahrtstrecke) in nordwestlicher Richtung entfernt.

## Bevölkerung und Wirtschaft
Die Bevölkerung der Kleinstadt besteht aus Indios und Mestizen; Europäer sind selten. Man spricht Nahuatl und Spanisch und lebt hauptsächlich von der Landwirtschaft, zu der auch ein wenig Viehzucht gehört. Die Stadt selbst fungiert als Handels- und Dienstleistungszentrum für die Dörfer der Umgebung.

## Geschichte
Archäologische Funde belegen, dass die Gegend bereits um 2000 v. Chr. besiedelt war; aus späterer Zeit (um 1000 n. Chr.) sind Volks- und Stammesgruppen wie die Xochteca, Cocolca, Olmec-Xicallanca und Quiyahuizteca bekannt, die jedoch später allesamt von den Tolteken und Chichimeken unterworfen oder vertrieben wurden. Das Volk der Nonohualcas, eine Untergruppe der Chalcas, gründete im Jahr 1336 eine erste größere Siedlung, die jedoch im Jahr 1465 von den Azteken unter Montezuma I. unterworfen und tributpflichtig gemacht wurde. Nach der Eroberung des Aztekenreichs (1519–1521) durch Hernán Cortés setzten die Bewohner des zentralmexikanischen Hochlandes den spanischen Konquistadoren nur noch wenig Gegenwehr entgegen. Noch in den 1520er Jahren kamen die ersten europäischen Missionare – darunter auch der Franziskaner Martin de Valencia – in die Gegend um Tlalmanalco. Sie erbauten im Jahr 1525 mitten in der neugegründeten Stadt ein Kloster mit Namen San Luis Obispo, das gegen Ende des 16. Jahrhunderts seine noch heute sichtbare Gestalt erhielt. Im Jahr 1858 nahm eine Kupferschmelze ihren Betrieb auf, der jedoch bald wieder eingestellt wurde; darüber hinaus entstanden kleinere Textilmanufakturen.

## Sehenswürdigkeiten

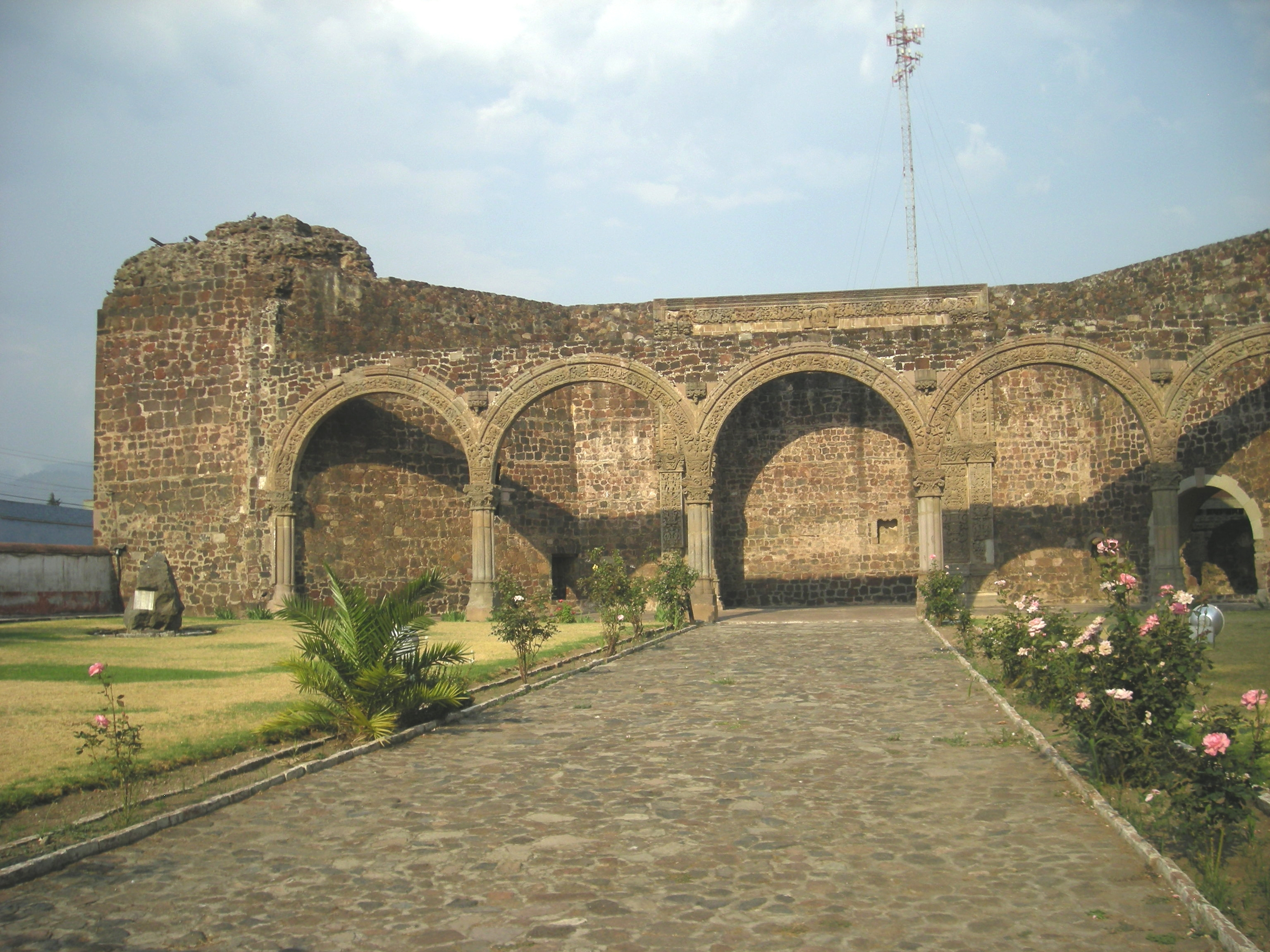
Capilla abierta

- Hauptanziehungspunkt des Ortes ist die ehemalige Klosterkirche an der zentral gelegenen Plaza Mayor mit ihrem dominanten über Eck gestellten Glockenturm. Turm und Kirchenfassade bestehen aus verputztem Bruchsteinmauerwerk, das Glockengeschoss ist rötlich angestrichen; der Turm endet in einem Kuppelaufsatz mit Laterne. Die Apsis des einschiffigen Inneren der Kirche beherbergt ein sehenswertes geschnitztes und vergoldetes Altarretabel mit sogenannten salomonischen Säulen; weitere Altäre stehen an den Seitenwänden. Erwähnenswert ist auch der schlicht, aber harmonisch gestaltete doppelgeschossige Kreuzgang des ehemaligen Klosters, dessen Wandelgänge mit Malereien in der Art von Arabesken und Drolerien geschmückt sind – so tragen gebückte Menschen und Tiere scheinbar die Konsolen, auf denen die Gurtbögen des Gewölbes ruhen.
- Sowohl zur Rechten wie zur Linken der Kirchenfassade befinden sich Arkadenbögen, wobei die linke Seite insgesamt als offene Kapelle (Capilla abierta) fungiert hat. Diese besteht aus einem breitgelagerten Kultraum mit Apsis, der jedoch nur den Priestern vorbehalten war und von den Indios nicht betreten wurde; diese konnten den Zeremonien auf dem großen Platz davor beiwohnen. Die reichverzierten Arkadenbögen ruhen auf Säulenbündeln mit imposanten Kapitellen; aufwendig gearbeitet sind auch die  Pilasterreliefs zu beiden Seiten der Apsis.

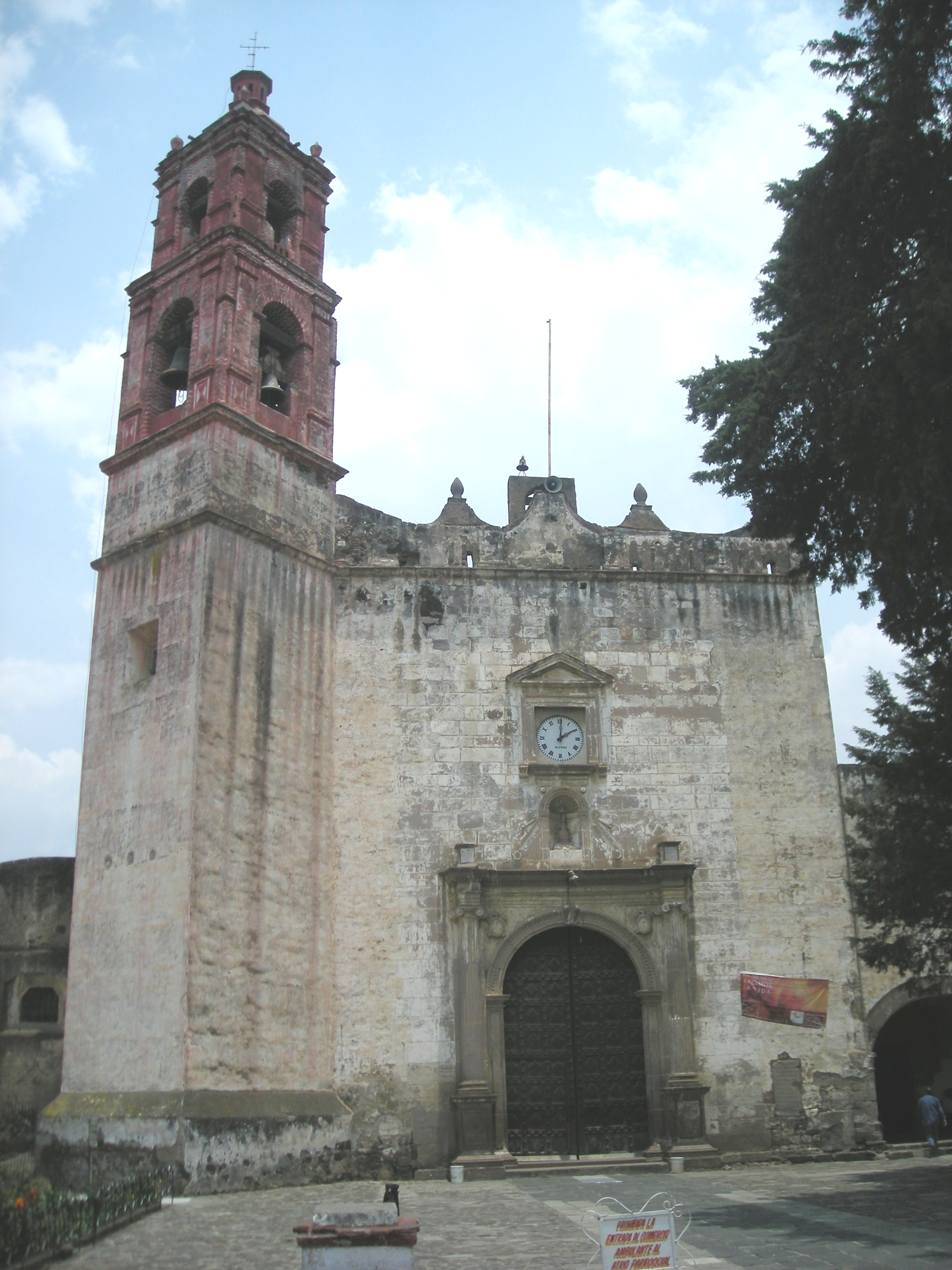
San Luis Obispo
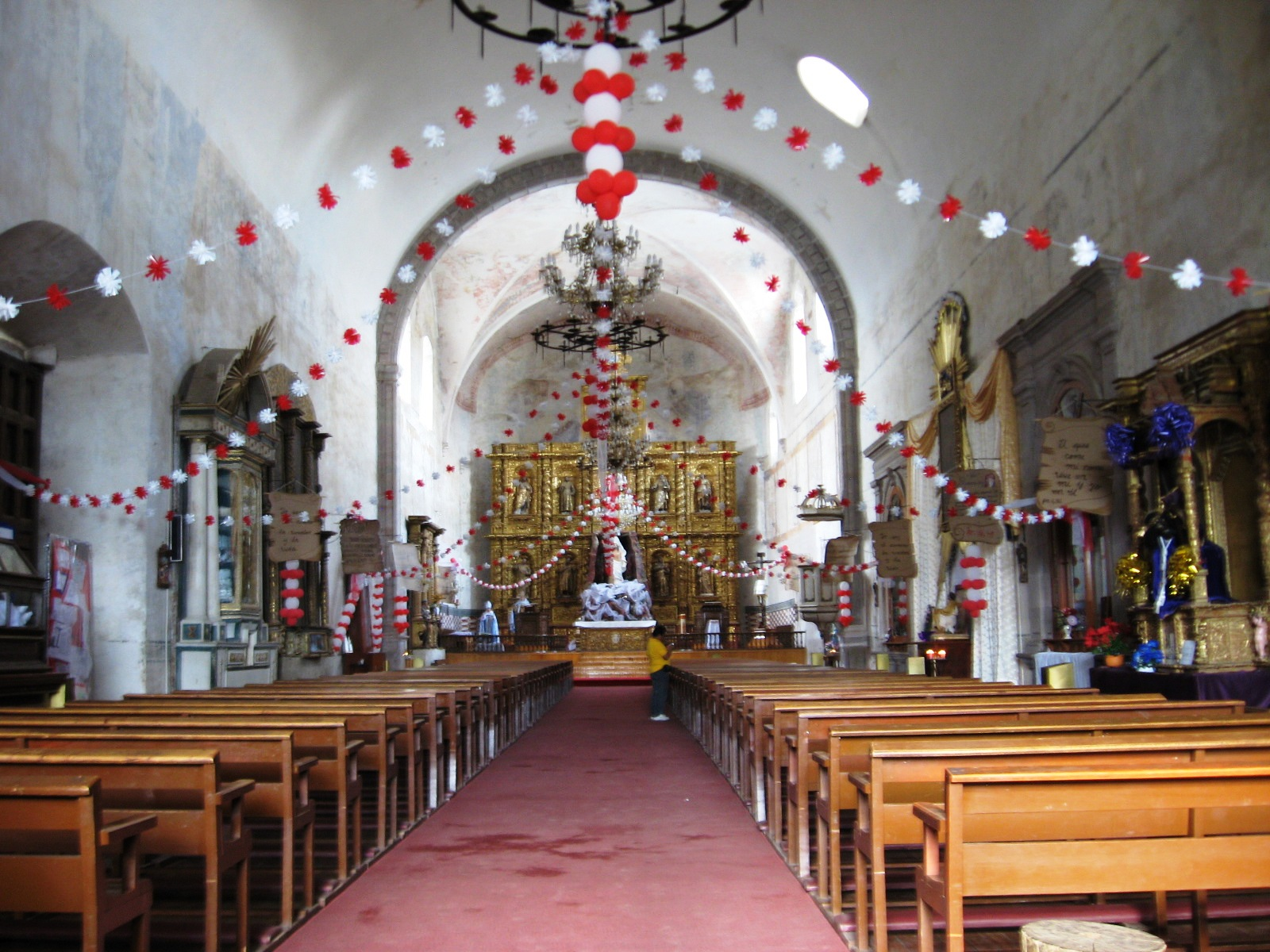
Kirchenschiff
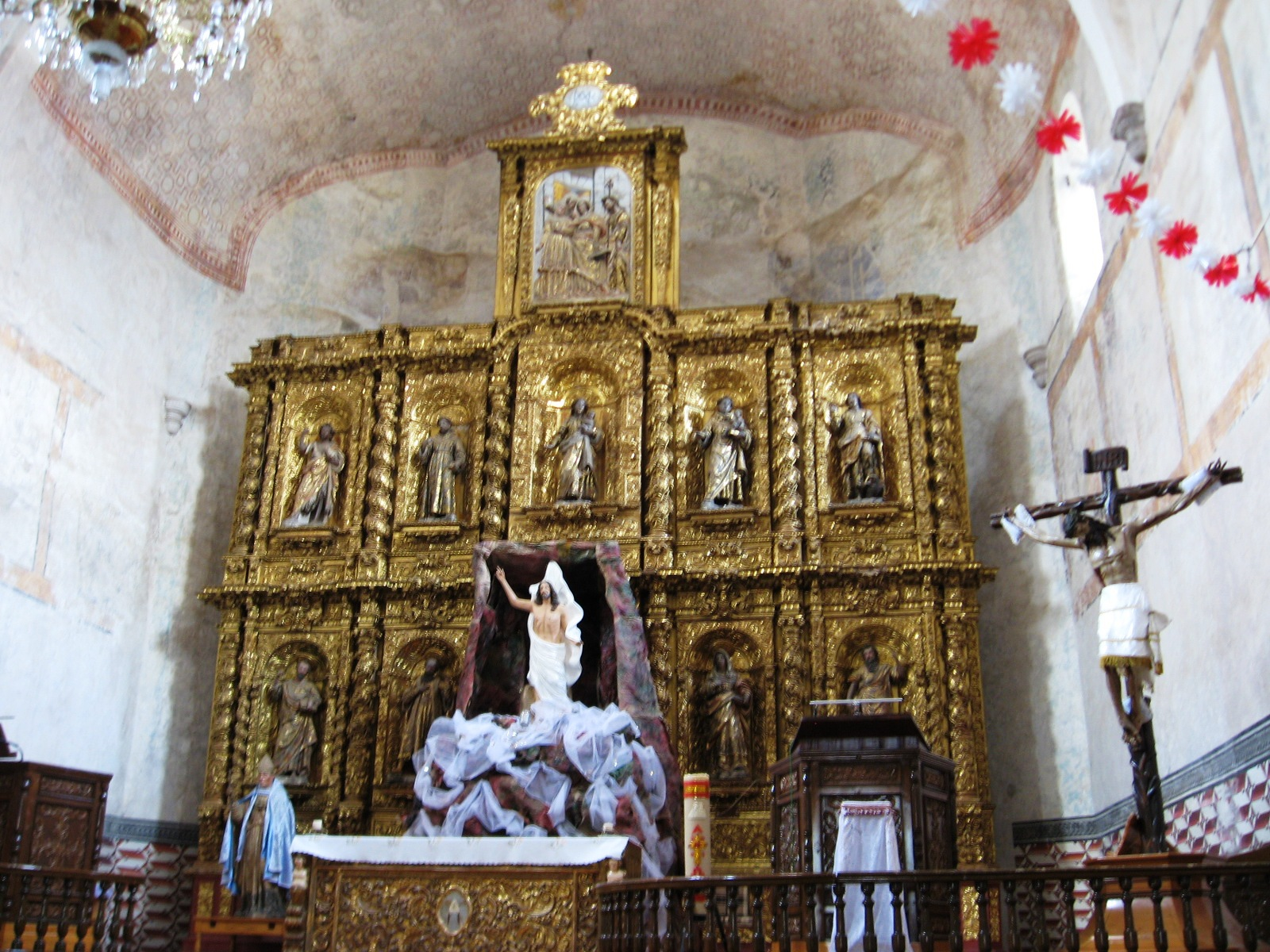
Hauptaltar
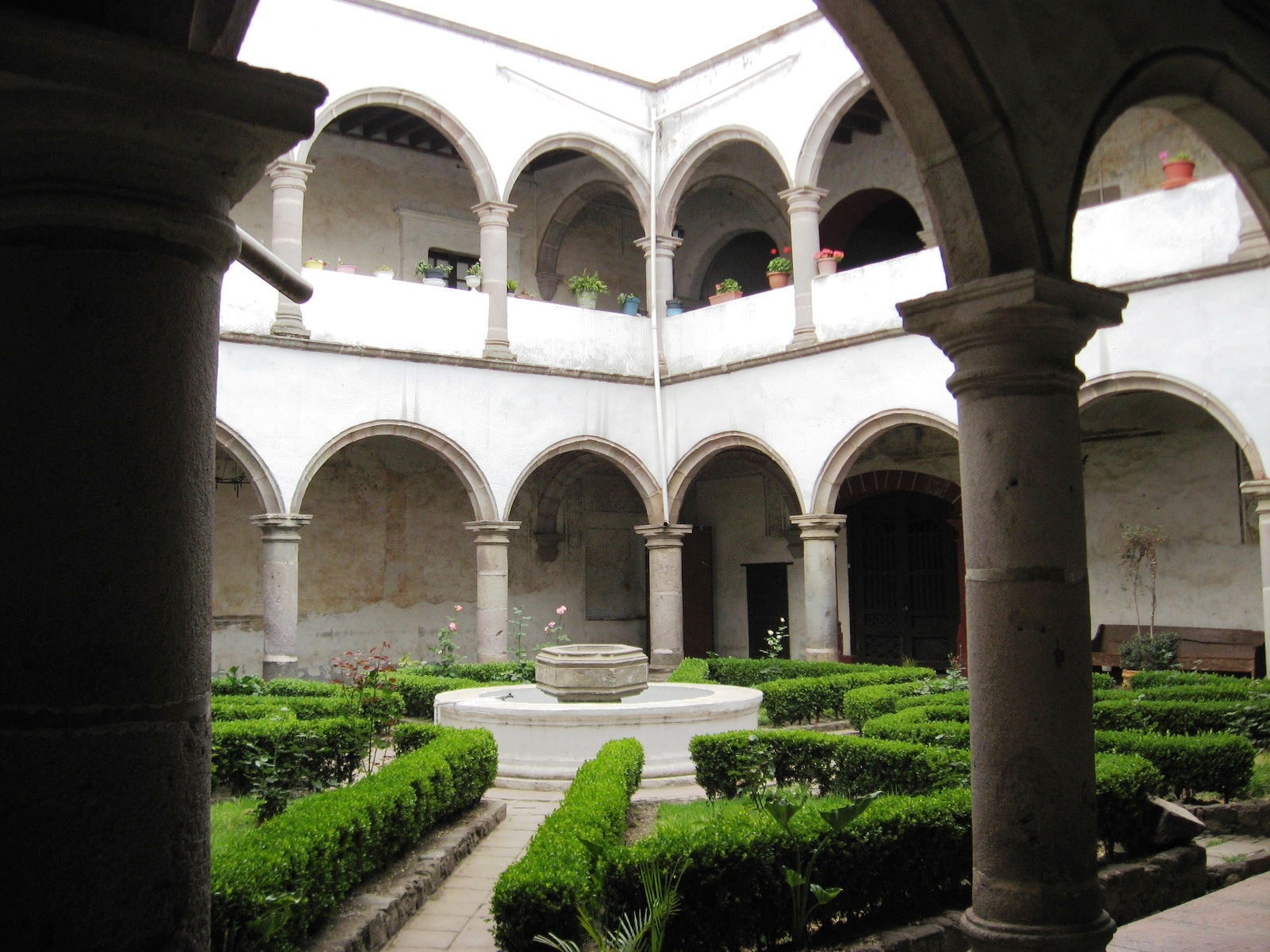
Kreuzgang
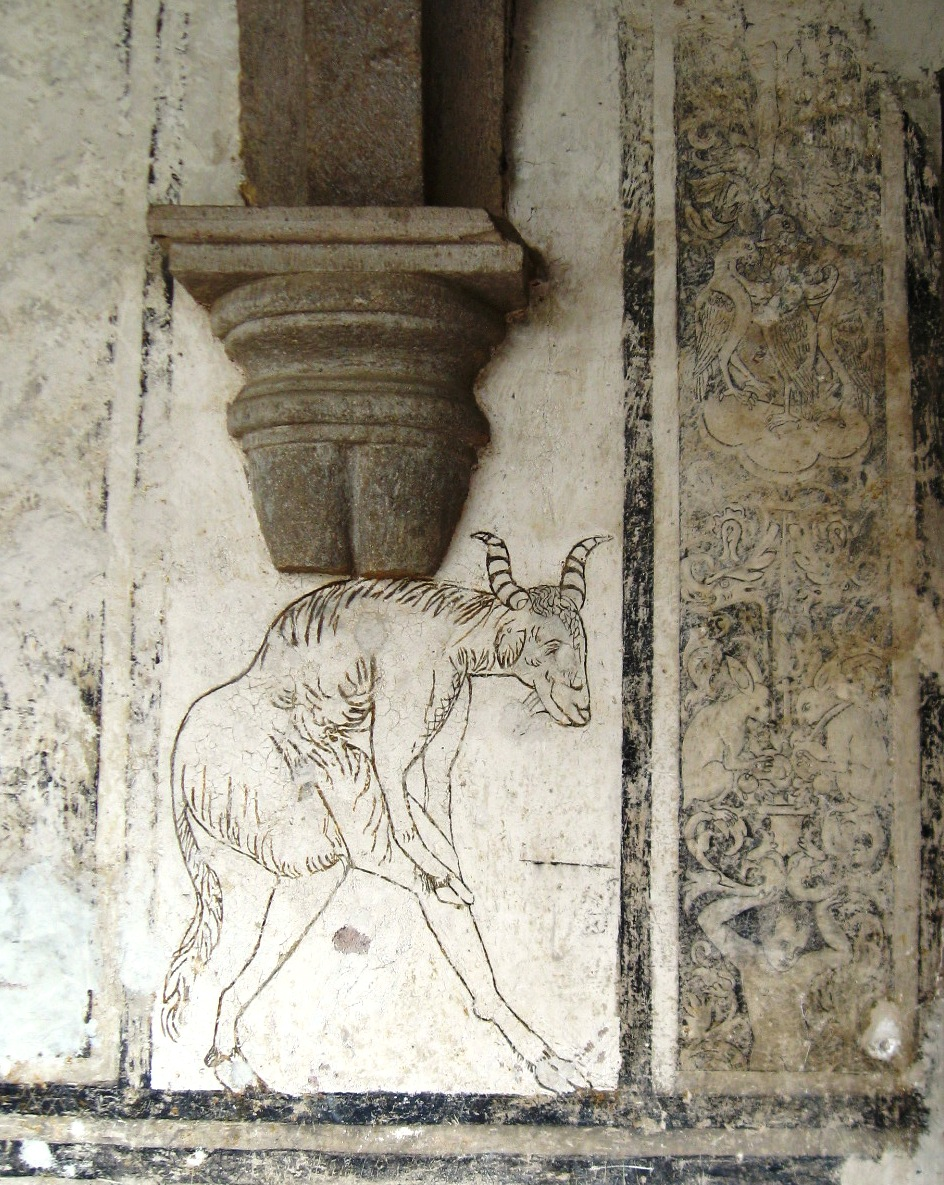
Darstellung einer Ziege im Kreuzgang
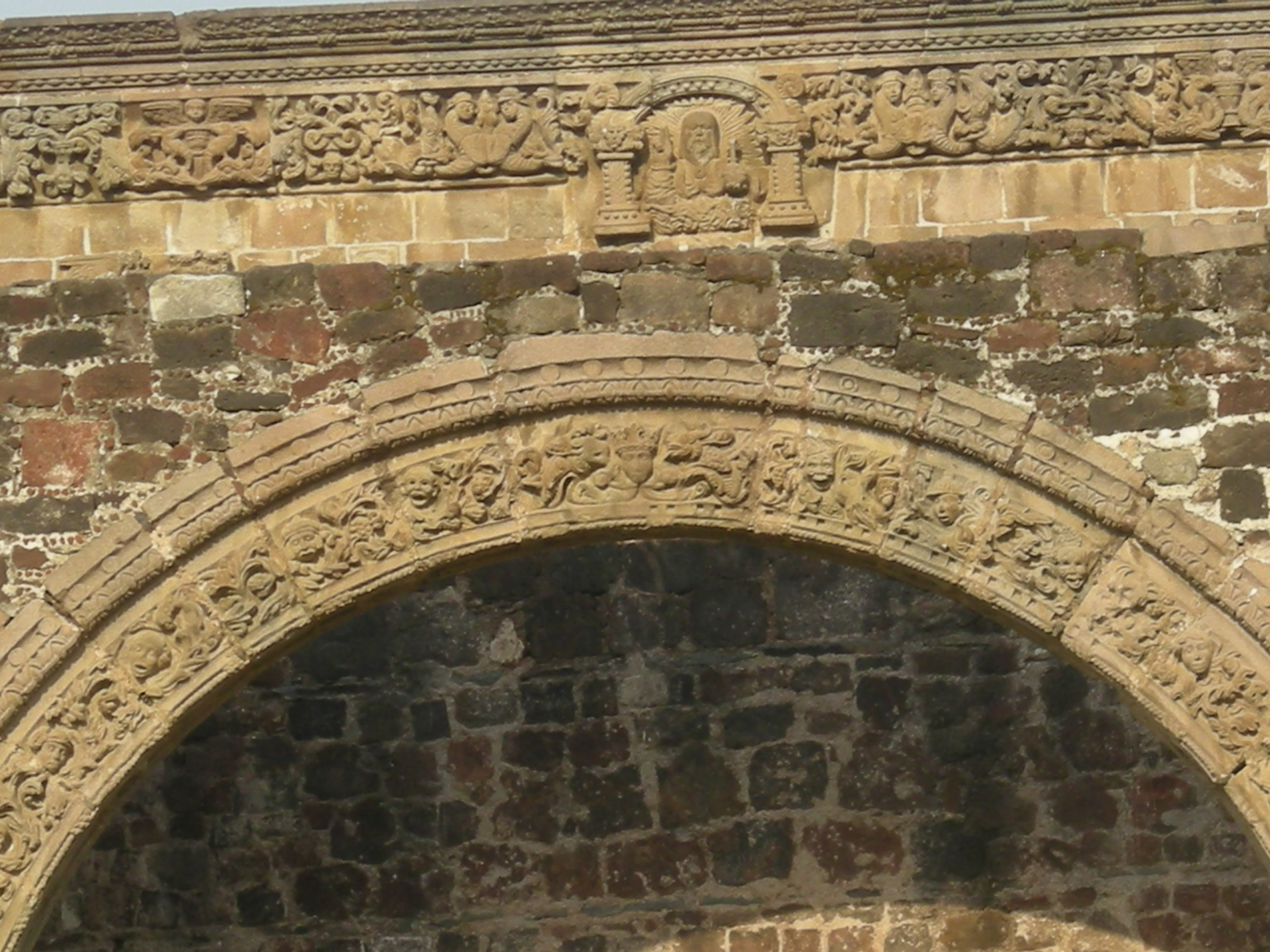
Detail der Apsisrahmung